# 百里杜鹃
百里杜鹃位于中华人民共和国贵州省毕节市大方县，为国家AAAAA级旅游景区。总面积697.17平方公里，总人口15.08万人。拥有全世界最大的的原始杜鹃林带，马缨杜鹃、露珠杜鹃、团花杜鹃等44个高山常绿杜鹃种，年平均气温11.8℃，夏季平均气温19℃，辖区海拔1200—1800米，紫外线强度低，森林覆盖率达80%。中国花卉协会杜鹃花分会授予百里杜鹃管理区“杜鹃花都”的称号。
百里杜鹃在第72届戛纳电影节获得“魅力中国·中国最美外景地”称号。